# 그랜빌 스탠리 홀

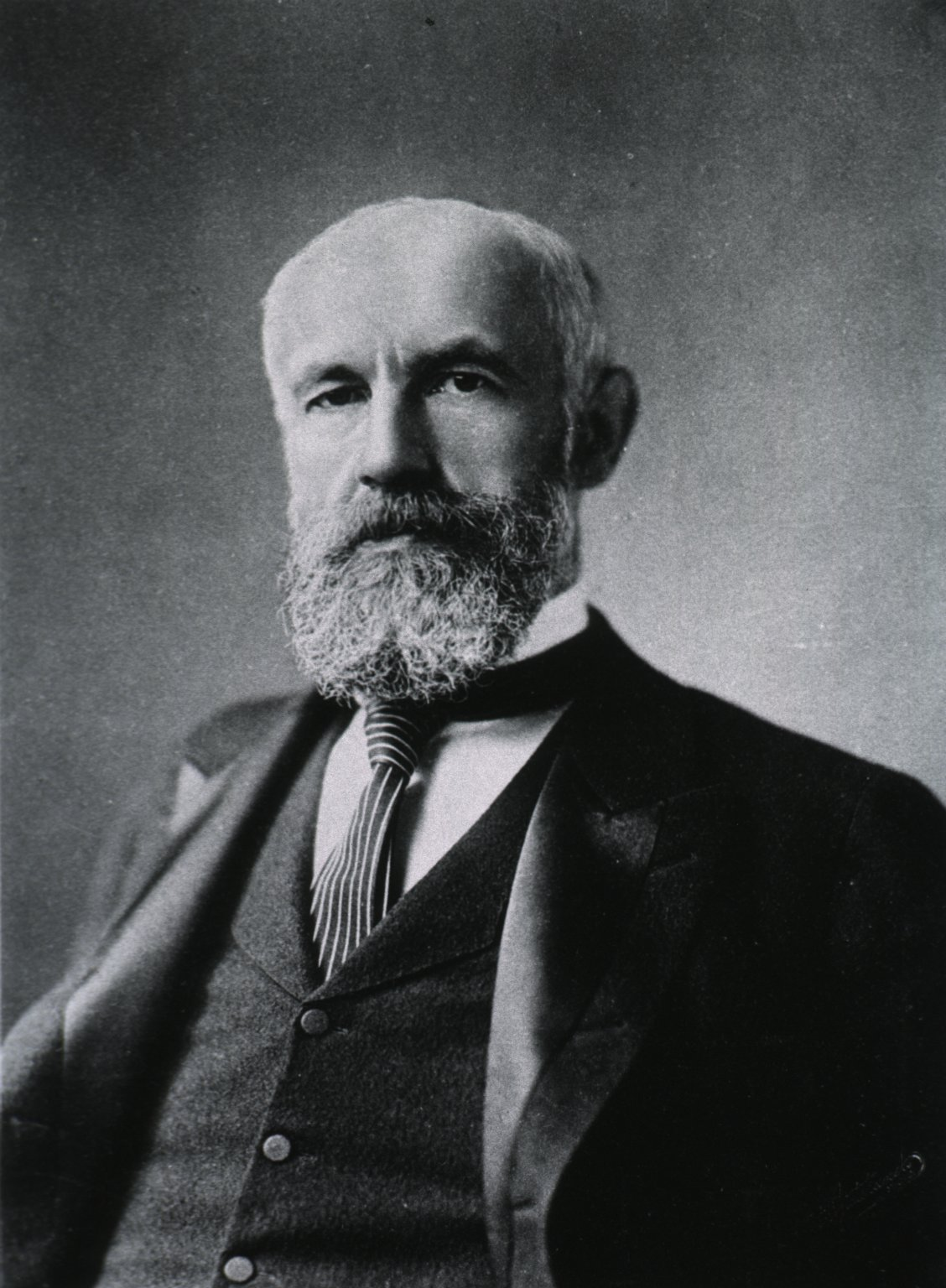
그랜빌 스탠리 홀 (1910년경)

그랜빌 스탠리 홀(Granville Stanley Hall, 1844년 2월 1일 ~ 1924년 4월 24일)은 미국의 심리학자 겸 교육자이다. 미국에서 처음으로 실험소를 열어 실험 심리학자로 이름을 떨쳤다. 또한 아동 심리와 청년 심리의 연구를 교육학에 응용하여 교육자로서도 이름이 높았다. 1887년에 〈미국 심리학보〉(American Journal of Psychology)를 창간하였으며, 미국 심리학회를 조직하여 초대 회장이 되었다. 저서로 1904년에 발간한〈청년기의 연구〉(Adolescence) 2권 등이 있다.
또한 최초로 질문지를 고안하여 청소년기를 과학적으로 연구하여 1904년 청소년기(Adolescence)라는 두권의 책을 출간하였다.
질문지의 내용은 "네가 들은 이야기나 읽은 책에 나오는 인물 중에서 너는 누구와 비슷한 사람이 되고 싶은가?" 등의 질문이 있다.

## 같이 보기
- 발달심리학
- 발생반복설
- 우생학

## 참고 자료
- 이 문서에는 다음커뮤니케이션(현 카카오)에서 GFDL 또는 CC-SA 라이선스로 배포한 글로벌 세계대백과사전의 내용을 기초로 작성된 글이 포함되어 있습니다.